# Maalstroom nr. 1
Maalstroom nr. 1 is een kunstwerk in Amsterdam-Westpoort.
De kunstenaar Thomas Elshuis is van huis uit architect. Hij kreeg van een vriend van de familie een erfenis bestaande uit 20.000 foto’s. Sindsdien maakt hij collages van foto’s in wanden en andere constructies. Maalstroom nr. 1 staat enigszins weggestopt op het Piarcoplein (huisnummer 1), eigenlijk een grote parkeerplaats ten noorden van het Station Amsterdam Sloterdijk. Het bestaat uit een aantal foto’s van mensen die onderweg zijn. De foto's hangen boven een gangpad op de parkeerplaats en vormen de band in een stellage op het P&R-gebouwtje, een creatie van architect Rowin Petersma. Het kunstwerk dateert uit 2005/2006.
Maalstroom nr. 2 staat aan de Zuiderzeeweg in Amsterdam-Oost, ook op een P&R-huisje van Petersma.

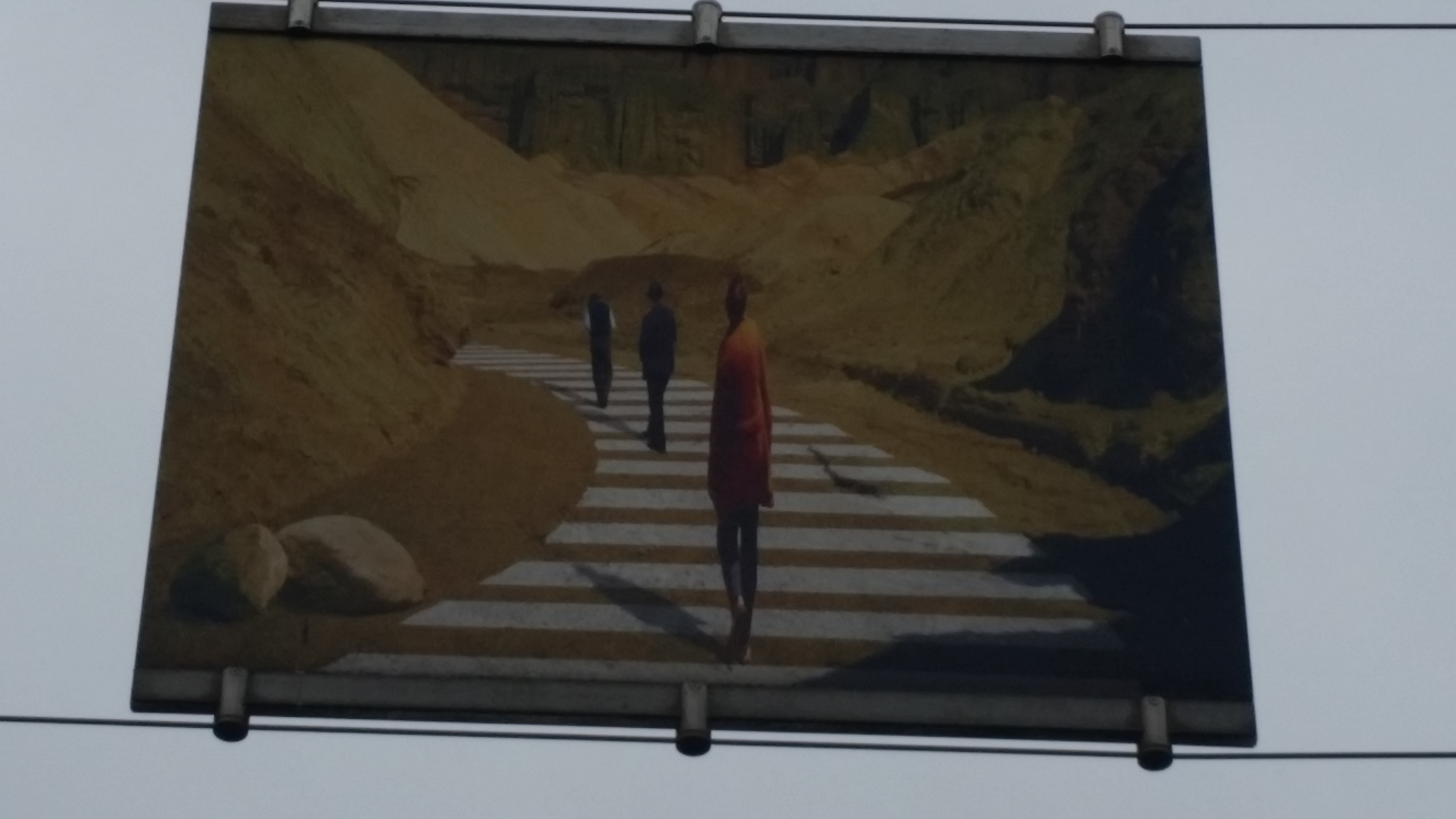
Een van de foto’s (augustus 2018)